# Pavel Pochylý
Pavel „Pavúk“ Pochylý (25. září 1945 – 25. února 2000 Malý Kežmarský štít) byl významný slovenský horolezec, průkopník extrémního horolezectví, ale i jeho enfant terrible.

## Lezecké výkony
Měl za sebou přes 500 výstupů v Tatrách. Ve všech větších stěnách byl autorem prvovýstupu. Na kontě měl také mnoho zimních přelezů. Velký ohlas měl jeho zimní sólo prvovýstup ideální diretissimou severní stěny Eigeru. Byl lídrem skupiny, kterou Poláci nazývali Pavouci.
Během výstupů experimentoval s léky a drogami. Kromě toho neskrýval své nekonformní a protirežimní postoje, a dlouho se tak nedostal na himálajské výpravy. Až když se za něj zaručil horolezec Ivan Fiala, byl pozván na expedici Sagarmatha 1984. Už v Káthmándú však ohlásil svůj vlastní program a od zbytku expedice se na čas oddělil. Potom vystoupil asi do 8000 m. Po návratu horolezců sice o expedici na Mount Everest vyšla kniha, ale jméno Pochylého z ní muselo být vypuštěno.
V roce 1985 byl odsouzen k 11letému trestu odnětí svobody za pokus o nelegální opuštění republiky a ekonomické podvody. V listopadu 1989 se stal mluvčím leopoldovských vězňů. Z vězení se dostal na amnestii prezidenta Václava Havla.
Zahynul tragicky i se svým mladším bratrem Ondrejem 25. února 2000 v severní stěně Malého Kežmarského štítu ve Vysokých Tatrách. Při sestupu Nemeckým rebríkom vypadli ze stěny. Byli nalezeni mrtví, navázaní na jednom laně.
V anketě čtenářů časopisu Jamesák byl Pavel Pochylý zvolen nejlepším horolezcem 20. století na Slovensku.